# Jónás (víziló)
Jónás (valószínűleg Szudán, 1880-as évek – Budapest, 1917 novembere) volt a Budapesti Állatkert első vízilova.

## Élete
Jónás egy hím nílusi víziló volt, az 1880-as években két évesen fogták be a Felső-Nílus vidékén. Ezt követően a Berlini Állatkertben élt, nevét is itt kapta.
A Budapesti Állatkert 1893 márciusában egy Reiche nevű állatkereskedő közvetítésével 11.500 márkáért (7.500 aranyforintért) vásárolta meg; ez abban az időben két elefánt árának felelt meg.
Az Állatkert első vízilova 1917 novemberében pusztult el. Halálának oka idegbántalom és érelmeszesedés volt.

## Látogatók reakciói
- Jónás a látogatók első számú kedvencének számított,[5] neve országszerte ismertté vált. Sokan vidékről érkeztek megnézni, ők gyakran Jónást ábrázoló képeslapon számoltak be állatkerti kirándulásukról.[4]
- Kialakult egy olyan április 1-i tréfa, mely szerint a gyanútlan áldozatnak egy olyan üzenetet adnak át, hogy „Jónás úr kereste őt telefonon, s a megadott számon várja a visszahívást”, telefonszámnak pedig az Állatkert számát adják meg. Az Állatkert még napjainkban is minden évben kap ilyen hívásokat.[7]
- Jónás halálát követően az Állatkert nagy számban kapott részvéttáviratokat és részvétnyilvánító leveleket.[6]

## Emlékezete
- Nagy Lajos megemlítette a Képtelen természetrajz című művében.[8]

Aki azonban gyönyörködni akar benne, az megnézheti állatkertünkben is, ahol a többi közt egy ideális példány látható belőle, a Jónás nevű kis bájonc, a pesti nők kedvence, aki garmadával kapja naponként a szerelmes leveleket. Érzékeny szívek már a nevétől is eksztázisba esnek, ettől a megható, szívhez szóló szótól, hogy Jónás. Legalkalmasabb név egy ifjú víziló számára.